# Annunciazione (Signorelli)
L'Annunciazione è un dipinto a tempera su tavola (282 × 205 cm) di Luca Signorelli, firmato e datato 1491, e conservato nella Pinacoteca e museo civico di Volterra.

## Storia
Nel 1490-1491 Signorelli, protetto dei Medici, si trovava a Volterra, città sotto il dominio fiorentino al centro di importanti interessi strategici per la vicinanza a Pisa e a Siena. Qui l'artista firmò, oltre all'Annunciazione, una Vergine in trono e santi, dipingendo anche una pregevole Circoncisione di Cristo.

## Descrizione e stile
La tavola ha una forma centinata, divisa in due dallo scorcio della loggia di un edificio, sotto la quale si trova Maria. Essa è sorpresa dall'angelo, recante il tipico giglio bianco come omaggio alla sua purezza, mentre legge un libro, che ha appena fatto cadere in terra: si tratta di un tradizionale riferimento all'avverarsi delle Sacre Scritture tramite l'accettazione di Maria. A tale simbologia rimanda anche il tondo con un profeta a monocromo, forse Re Davide, sopra la porta. La loggia ha un'esuberante decorazione policroma, con la volta decorata da uno sfondo scuro sul quale si accendono candelabre e girali all'antica, simili a quelle che si vedono sui pilastri; sullo sfondo si apre una porta, tipico riferimento alla verginità di Maria, poiché di solito vi si intravedeva una camera da letto vuota, a testimonianza di una vita perfettamente casta. Colpisce lo sfolgorio dei colori dei marmi, nella pavimentazione a scacchiera, nelle basi delle colonne, nei pulvini e nell'architrave. L'impeccabile scorcio prospettico rimanda alla cultura urbinate di Piero della Francesca e Bartolomeo della Gatta, dei quali Luca fu collaboratore.
La metà sinistra, dove l'angelo plana rendendo vaporoso il panneggio per effetto dell'atterraggio, è dominata invece da un paesaggio aperto, con in cielo il Padre Eterno in gloria di cherubini e serafini, indicato dall'Angelo, che invia la colomba dello Spirito Santo. Gabriele ha le ali morbidamente piumate, come nelle annunciazioni di Simone Martini o dell'Angelico, ed il vibrante panneggio, di consistenza setosa e animato da veli trasparenti, ricorda da vicino le opere di scuola fiorentina derivate dall'esempio del Tondo Bartolini di Filippo Lippi, citato in quegli anni da Botticelli e Ghirlandaio.
Il modello per la tavola è l'Annunciazione di Piero della Francesca negli affreschi di Arezzo, ma l'opera di Signorelli se ne discosta per la vivacità teatrale degli atteggiamenti, soprattutto l'Angelo, che appare all'altezza dell'estroso patetismo di Filippino Lippi. Le sottigliezze di luci e ombre rimandano ai fiamminghi dell'epoca e a Domenico Ghirlandaio, mentre il fulgido cielo, acceso di bagliori purpurei e gremito di nubi colorate, fa pensare al naturalismo iperbolico di Liberale da Verona o Girolamo da Cremona.